# Eisenhower-Prinzip
Das sogenannte Eisenhower-Prinzip (auch: Eisenhower-Methode, Eisenhower-Matrix) ist eine in der Ratgeber- und Consultingliteratur oft referenzierte Möglichkeit, anstehende Aufgaben in Kategorien einzuteilen. Dadurch sollen die wichtigsten Aufgaben zuerst erledigt und unwichtige Dinge aussortiert werden. Es gibt keine Hinweise darauf, dass der namensgebende US-Präsident und Alliierten-General Dwight D. Eisenhower sie selbst praktiziert oder gelehrt hat. Der Bezug auf Eisenhower geht vielmehr auf eine Rede zurück, in der er 1954 einen ungenannten früheren Hochschulpräsidenten folgendermaßen zitierte: „I have two kinds of problems, the urgent and the important. The urgent are not important, and the important are never urgent.“
Anhand der Kriterien Wichtigkeit (wichtig/nicht wichtig) und Dringlichkeit (dringend/nicht dringend) gibt es vier Kombinationsmöglichkeiten. Die vier Aufgabentypen werden A-, B-, C- und D-Aufgaben genannt und auf vier Quadranten verteilt.
Jedem Aufgabentyp wird eine bestimmte Art der Bearbeitung zugeordnet. D-Aufgaben werden nicht erledigt.
|             |                | Dringlichkeit                          | Dringlichkeit                      |
| dringend    | nicht dringend |                                        |                                    |
| ----------- | -------------- | -------------------------------------- | ---------------------------------- |
| Wichtigkeit | wichtig        | Ⓐ Sofort selbst erledigen              | Ⓑ Terminieren und selbst erledigen |
| Wichtigkeit | nicht wichtig  | Ⓒ An kompetente Mitarbeiter delegieren | Ⓓ Nicht bearbeiten (Papierkorb)    |

Das Eisenhower-Prinzip kann in der Dienstleistung bei knappen Ressourcen als Fortentwicklung einer Triage effektiv eingesetzt werden.
Dieses Prinzip wird heutzutage gelegentlich kritisch betrachtet, da ein gutes Zeitmanagement gerade verhindern soll, dass Aufgaben sich als dringende in den Vordergrund schieben. Die Priorisierung und Einteilung der Aufgaben wird demzufolge vorwiegend nach dem Kriterium „Wichtigkeit“ vorgenommen. Grundlage der Kritik ist u. a. die Erkenntnis, dass wichtige Aufgaben selten dringend und dringende Aufgaben selten wichtig sind.
Das Schema D dürfte jedenfalls langfristig nur von Unternehmen mit marktbeherrschender Stellung und ihnen gleichgestellter Organisationen (z. B. Behörden) angewendet werden können, wobei auch diese erhebliche Reputationsverluste hinnehmen müssen. Es wird daher kritisch hinterfragt, ob diese Methode tatsächlich insgesamt nutzbringend oder eher schädlich ist (insbesondere z. B. im Umgang mit Kunden, Lieferanten und Bewerbern, wobei diese heutzutage – wiederum überwiegend bei marktbeherrschender Stellung – oft gar nicht erst dazu kommen, eine Anfrage an einen physischen Mitarbeiter zu richten, sondern vielfach bereits im Vorfeld durch mehr oder weniger kompetente Chatbots und dergleichen abgefertigt werden).